# Хотен (селище)
Хотен (рос. Хотен) — селище в Дубровському районі Брянської області Російської Федерації.
Населення становить 1 особу. Входить до складу муніципального утворення Сергіївське сільське поселення.

## Історія
Від 2005 року входить до складу муніципального утворення Сергіївське сільське поселення.

## Населення
| 2010 | 2013 |
| ---- | ---- |
| 2    | ↘1   |